# Sterigmostemum
Sterigmostemum é um género botânico pertencente à família Brassicaceae.